# Patrice Rognon
Patrice Rognon (29 de diciembre de 1966) es un deportista francés que compitió en judo. Ganó una medalla de bronce en el Campeonato Europeo de Judo de 1991 en la categoría abierta.

## Palmarés internacional
| Campeonato Europeo | Campeonato Europeo     | Campeonato Europeo | Campeonato Europeo |
| Año                | Lugar                  | Medalla            | Categoría          |
| ------------------ | ---------------------- | ------------------ | ------------------ |
| 1991               | Praga (Checoslovaquia) | Medalla de bronce  | Abierta            |